# Gossau (district)
Het district Gossau was tot 2003 een administratieve eenheid binnen het kanton Sankt Gallen.
Het district omvatte de volgende gemeenten:
- Gossau
- Andwil
- Waldkirch
- Gaiserwald